# Daeho
Daeho (Hangŭl: 대호; Hanja: 大 虎; letteralmente "Grande tigre", titolo internazionale The Tiger: An Old Hunter's Tale) è un film sudcoreano del 2015 che segue la storia di un vecchio cacciatore intento a uccidere Daeho (o re della montagna), l'ultimo esemplare di tigre della penisola coreana.

## Trama
In una Corea occupata dal Giappone nel 1925, il famoso e rispettato cacciatore Chun Man-duk vive insieme a suo figlio adolescente Seok in un capanno alle pendici del Jirisan. In seguito a un tragico incidente avvenuto anni prima, nel quale aveva accidentalmente ucciso la moglie mentre cacciava una tigre, Chun Man-duk ha deciso di appendere il fucile al chiodo e ha iniziato a coltivare erbe, abbandonando per sempre la caccia. Nel mentre, l'ufficiale dell'esercito nipponico Maezono, che colleziona pellicce di tigre come hobby per dimostrare supremazia nei confronti del popolo coreano, diventa ossessionato dal pensiero di abbattere quella che è a tutti gli effetti considerata l'ultima tigre vivente rimasta in Corea, un gigantesco maschio di quasi mezza tonnellata e privo di un occhio che vive sulla montagna; questo animale è sfuggito alla cattura già numerose volte, e ha ucciso innumerevoli cacciatori, inclusi vecchi compagni di Chun Man-duk. La fama della tigre è divenuta tale che i locali hanno iniziato a venerarla, soprannominandola "Re della Montagna" (in coreano, per l'appunto, Daeho) e opponendosi alla sua uccisione, temendo che la sua scomparsa possa destabilizzare l'ecosistema locale portando a una proliferazione di lupi e cinghiali. Goo-gyeong, vecchio compagno di caccia di Chun Man-duk, è a capo di una spietata banda di cacciatori determinata ad abbattere la tigre per incassare la taglia e che in passato aveva già ucciso la sua compagna e i suoi cuccioli, usandoli come esca.
In un flashback ambientato diversi anni prima, si scopre che Chun Man-duk aveva ferito gravemente una tigre femmina quando quest'ultima gli si era avventata contro credendo stesse cercando di uccidere i suoi due cuccioli. Chun Man-duk aveva risparmiato i due cuccioli quasi neonati, opponendosi al più giovane Goo-gyeong, che intanto aveva ucciso la madre. Intimando al compagno di lasciarli vivere, affermando che sarebbe stata la montagna a decidere se erano degni di sopravvivere o no, Chun Man-duk aveva poi segretamente portato in salvo i due, ma uno dei due morì ugualmente. Il sopravvissuto, invece, oggi è il leggendario Re della Montagna.
Tornati nel presente, Seok si innamora di una ragazza del villaggio, e all'insaputa del padre si unisce alla brigata di Goo-gyeong nella speranza di incassare la taglia e potersi presentare a suo padre come un uomo degno di sposare sua figlia. Tuttavia, durante la caccia, il Re della Montagna stermina tutti i cacciatori, ritrovandosi dinanzi a Seok, che riesce a ferirlo, ma viene anche lui mortalmente ferito. Riconoscendo il giovane come figlio di Chun Man-duk e ricordando il suo gesto quando era ancora un cucciolo, la tigre affronta e scaccia un branco di lupi che stava cercando di cibarsi del corpo del ragazzo, e lo riporta al capanno di suo padre.
Dopo numerosi fallimenti, un numero di cacciatori morti sempre più elevato e l'inverno che si fa sempre più rigido, l'esercito giapponese viene mobilitato per localizzare e abbattere il Re della Montagna. Tuttavia, nonostante le offerte e il denaro, Chun Man-duk continua a rifiutare di unirsi alla caccia.
Tuttavia, scoperto della morte di Seok, Chun Man-duk si dirige verso la cima della montagna. Lì si incontra con il Re della Montagna e i due, ormai entrambi soli, senza una compagna e senza i loro figli, decidono di affrontarsi. La tigre carica verso il cacciatore, ma quando questi spara, l'animale semplicemente incassa il colpo senza attaccare. Chun Man-duk gli domanda tristemente perché si sia "fermato", e indietreggiato ormai sul bordo della montagna, estrae un coltello. Solo allora la tigre lo travolge, ed entrambi precipitano dalla montagna, verso la morte. Maezono, sopraggiunto, domanda ai cacciatori che cosa sia accaduto, ma questi gli rispondono semplicemente che il Re della Montagna è asceso, divenendo "Dio della Montagna". Maezono rinuncia quindi alla tigre, e comprende che il suo esercito non è in grado di combattere durante l'inverno, decidendo di far ritirare le truppe.
Il film si conclude con dei flashback raffiguranti sia Chun Man-duk che il Re della Montagna da giovani, in momenti felici, con infine un'ultima inquadratura che ritrae i loro due corpi senza vita in cima alla montagna, lentamente coperti dalla neve ma sempre stretti in un eterno "abbraccio".

## Accoglienza
Il film ha incassato ben più di 2,67 milioni di dollari sul suo secondo fine settimana in Corea del Sud.